# Bandy i Republiken Irland
I Irland är bandy en sport under utveckling. Landet är medlemmar i det internationella bandyförbundet FIB sedan 2006.